# 제1회 미국 작가 조합상
제1회 미국 작가 조합상은 1948년 뛰어난 활동을 보인 영화 작가를 기리기 위해 1949년 6월에 열린 시상식이다. Bel-Air Hotel에서 개최되었다.

## 수상 및 후보

### 각본상
- 시드니 셸던 수상
- 스네이크 핏 - Frank Partos 수상
- 시에라 마드레의 황금 - 존 휴스턴 수상
- 시팅 프리티 - F. Hugh Herbert 수상

### 멜저 상
- 스네이크 핏 - Frank Partos 수상